# Anoura
Genre
Anoura est un genre de chauves-souris.

## Liste desespèces
- Anoura aequatoris
- Anoura cadenai
- Anoura carishina
- Anoura caudifer
- Anoura cultrata
- Anoura fistulata
- Anoura geoffroyi
- Anoura javieri
- Anoura latidens
- Anoura luismanueli
- Anoura peruana